# Rudolf Hecker (Mediziner)
Rudolf Hecker (* 21. Oktober 1868 in München; † 27. Februar 1963 in Garmisch-Partenkirchen) war ein deutscher Kinderarzt und Hochschullehrer.

## Leben
Rudolf Hecker widmete sich nach abgelegtem Abitur in München einem Studium der Medizin an der Ludwig-Maximilians-Universität München, das er 1892 mit dem Erwerb des akademischen Grades eines Dr. med. abschloss. Nach einer kurzen Tätigkeit als Schiffsarzt, bekleidete Hecker Assistenzstellen in Augsburg, Berlin, Prag und Wien, ehe er 1896 an die Universitätskinderklinik München wechselte, wo er sich 1898 habilitierte. Hecker erhielt dort 1910 eine außerordentliche Professur, die er bis 1937 innehatte.
1898 gründete Hecker gemeinsam mit Joseph Trumpp ein Kinderambulatorium in München, das kurze Zeit später in das Schwabinger Krankenhaus übernommen wurde. Die Schwerpunkte seiner Forschungen lagen im Bereich Ernährungsschäden und Rachitis beim Säugling.
Heckers 1899 geborener Sohn Peter Hecker war von 1948 bis 1970 Landrat des Landkreises München.

## Schriften
- Über Tuberkulose im Kindes- und Säuglingsalter, Dissertation, In: Münchener Medizinische Wochenschrift, Nummer 20 und 21, 1894
- Beiträge zur Histologie und Pathologie der congenitalen Syphilis sowie zur normalen Anatomie des Foetus und Neugeborenen, Habilitationsschrift, Lippert & co., 1898
- Die sogenannte Abhärtung der Kinder, Bergmann, 1903
- Mit Joseph Trumpp: Atlas und Grundriss der Kinderheilkunde, Lehmann, 1905
- Erziehung zur Wehrfähigkeit: Vom Säuglingsalter bis zur Wehrpflicht. Nach einem zu München gehaltenen öffentlichen Vortrag, O. Gmelin, 1915
- Mit Bernhardine Woerner: Das Kind und seine Pflege: Ein Hilfsbuch für Mütter, Ausgabe 3, Hanfstaengl, 1918
- Migräne im Kindes- und Jugendalter, Karger, 1936
- Mit Bernhardine Woerner: Neues Schul-Lehrbuch der Säuglingspflege: für Mädchenschulen bearbeitet, Wega-Verlag, 1941
- Mit Walther Schmelz, Walter Bachmann: Grundriss der Gesundheitsfürsorge, Reinhardt, 1954
- Leistungs- und Erholungsfähigkeit im Kindes- und Jugendalter unter besonderer Berücksichtigung von Kreislauf und Atmung, Munich., 1960